# Tweefasenstructuur
Met tweefasenstructuur wordt in Nederland een organisatiewijze bedoeld van het wetenschappelijk onderwijs, die van kracht was tussen 1982 en 2002.
De Wet tweefasenstructuur wetenschappelijk onderwijs werd opgesteld onder minister Pais en in 1981 aangenomen door de Tweede Kamer. De wet trad in werking met ingang van het studiejaar 1982-1983.

## Eerste fase
De eerste fase werd gevormd door een vierjarige opleiding die leidde tot het doctoraaldiploma. Het eerste jaar van de opleiding was de propedeuse, waarover studenten hooguit twee jaar mochten doen. De propedeuse had drie functies: 
1. een oriënterende (de student maakt kennis met een universitaire studie);
2. een verwijzende (is de gekozen richting wel de juiste, en zo niet, welke dan wel);
3. een selecterende (is de student geschikt voor het wetenschappelijk onderwijs).

De overige drie jaar van de eerste fase vormden het doctoraal. Vaak werd het eerste jaar van het doctoraal, het tweede jaar van de opleiding dus, basisdoctoraal genoemd; het was een soort opvolger van de afgeschafte kandidaatsfase. Daarna koos men voor een afstudeerrichting. Studenten dienden de complete eerste fase binnen zes jaar af te ronden. De meeste studieprogramma's werden ingekort van zes naar vier jaar. Studenten met bestuursfuncties konden onder voorwaarden aanspraak maken op studieduurverlenging.
Belangrijke verschillen ten opzichte van de voorgaande situatie:
- er werd een limiet gesteld aan de studieduur (daarmee kwam een einde aan de "eeuwige student");
- het kandidaats werd afgeschaft;
- een doctoraaldiploma vormde niet langer automatisch tevens een onderwijsbevoegdheid.

In 2002 werd begonnen met de invoering van het bachelor-masterstelsel, waarmee de eerste fase werd afgebouwd.

## Tweede fase
De uitwerking van de tweede fase liet lang op zich wachten, vooral wat betreft de onderzoeksopleiding. Die opleiding zou aanvankelijk een of twee jaar duren en voor velen toegankelijk zijn. Onder minister Deetman werd echter besloten tot een vierjarige onderzoeksopleiding, beperkt toegankelijk, en uitmondend in een promotie. Deelnemers aan de opleiding werden aan de universiteit aangesteld als assistent in opleiding (aio) of onderzoeker in opleiding (oio). Die functies werden in 2004 vervangen door de promovendus.
Afgestudeerden die een eerstegraads lesbevoegdheid wilden halen, konden zich opgeven voor de universitaire lerarenopleiding.